# Fernando José Monteiro Guimarães
Dom Fernando José Monteiro Guimarães, C.Ss.R. (Recife, 19 de julho de 1946) é um bispo católico brasileiro. É arcebispo emérito do Ordinariado Militar do Brasil.

## Biografia
Filho de Antônio Monteiro Guimarães e Judith Bacelar Guimarães foi batizado aos 27 de outubro de 1946 na Igreja da Torre, em Recife. Em 1958 ingressou no Seminário Menor dos Redentoristas em Garanhuns, onde permaneceu até 1961; no ano seguinte, até 1963 completou os estudos no Seminário Redentorista de Campina Grande. Depois do noviciado, emitiu a profissão religiosa na Congregação do Santíssimo Redentor no dia 25 de janeiro de 1965, cursando posteriormente as faculdades de Filosofia e Teologia no Seminário Maior Redentorista em Juiz de Fora, até 1969.onde foi ordenado presbítero. De 1972 a 1980 exerceu o seu sacerdócio na Arquidiocese do Rio de Janeiro como assessor do Cardeal Dom Eugênio Sales; foi ainda membro do Colégio de Consultores e do Conselho Presbiteral da Arquidiocese.
Em 1980 chamado a Roma desempenhou diversas funções na Santa Sé. Em 1989 obteve o doutorado em Teologia Moral pelo Instituto Alfonsianum de Roma, e o mestrado em Direito Canônico pelo Ateneo Romano della Santa Croce. A partir do ano 2000 foi chefe do Departamento responsável pelo setor que se ocupa da vida e do ministério dos presbíteros no mundo da Congregação para o Clero, no Vaticano. Foi perito no Sínodo dos Bispos de 1990, sobre a Formação sacerdotal nas atuais circunstâncias.
Em 12 de março de 2008, foi nomeado Bispo de Garanhuns, pelo Papa Bento XVI. Foi ordenado bispo em 31 de março de 2008 pelas mãos do Cardeal Cláudio Hummes, Prefeito da Congregação para o Clero na Igreja de Santo Afonso de Ligório na Via Merulana em Roma. Foram concelebrantes dessa cerimônia o Cardeal Crescenzio Sepe, Arcebispo de Nápoles e Mons. Mauro Piacenza, Secretário da Congregação para o Clero. Tomou posse na Diocese de Garanhuns no dia 1 de junho de 2008.
No dia 25 de janeiro de 2010, o Papa Bento XVI, nomeou Dom Fernando José membro do Supremo Tribunal da Assinatura Apostólica. Também exerce as seguintes funções: é membro da Comissão Especial para o estudo das causas de declaração de nulidade da Sacra Ordenação e da dispensa das obrigações do diaconato e do presbiterato; é consultor da Congregação para as Causas dos Santos e é juiz externo do Tribunal de Apelação do Vicariato de Roma.
No dia 06 de agosto de 2014, foi nomeado Arcebispo do Ordinariado Militar do Brasil, pelo Papa Francisco.
No dia 06 de janeiro de 2021, Dom Fernando José Monteiro Guimarães, C.Ss.R. tomou posse canônica como Vigário Judicial do Tribunal Eclesiástico Interdiocesano e de Apelação de Brasília.
No dia 12 de março de 2022 o Papa Francisco aceitou sua renuncia como Ordinário do Ordinariado Militar do Brasil, nomeando no seu lugar Dom Marcony Vinícius Ferreira, antes bispo auxiliar de Brasília.

## Condecorações
| Insígnia | País   | Honra                                 | Data                   |
| -------- | ------ | ------------------------------------- | ---------------------- |
|          | Brasil | Grande Oficial da Ordem de Rio Branco | 25 de novembro de 2021 |